# Nathalie Handal

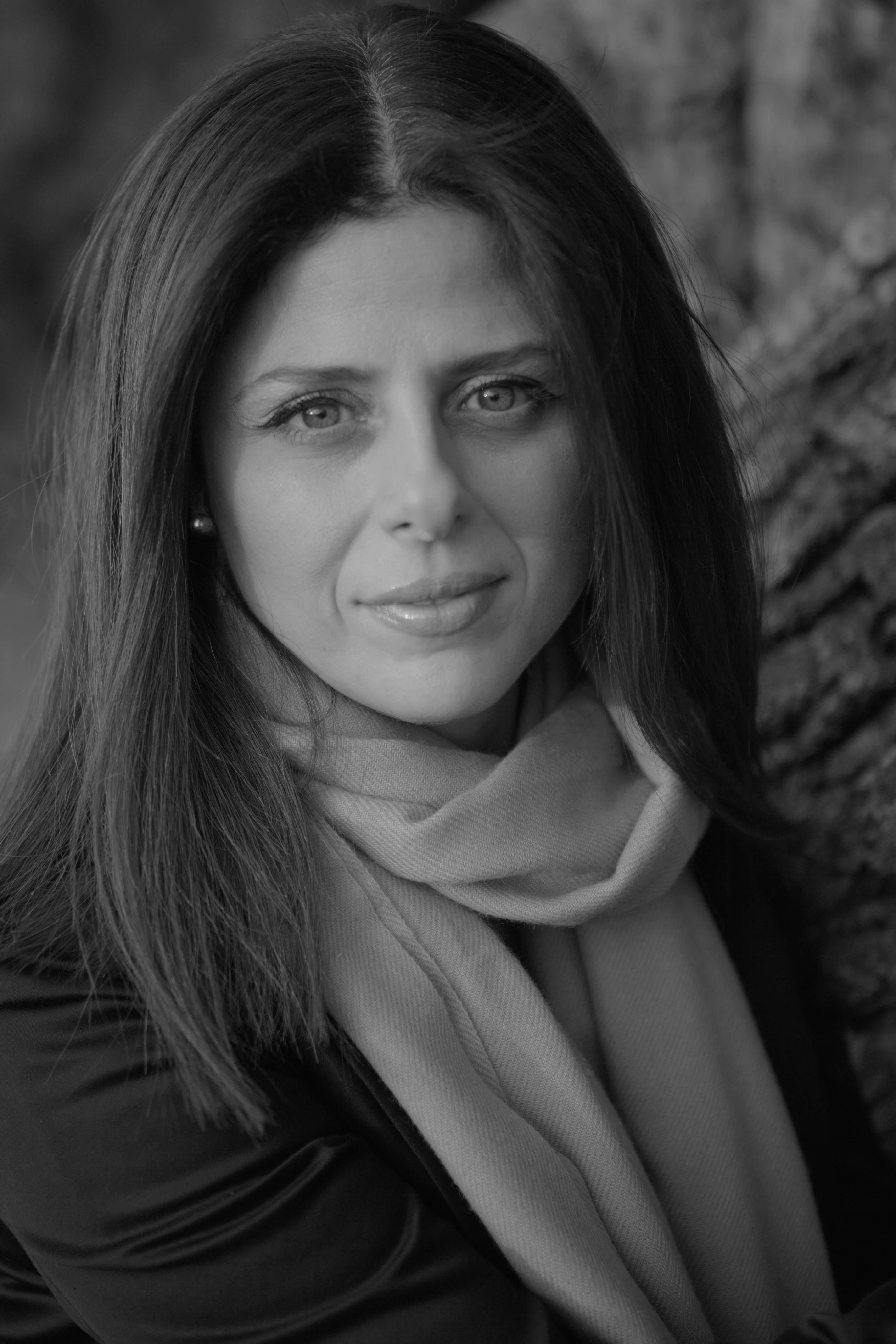
Nathalie Handal (2011)

Nathalie Handal (* 29. Juli 1969 in Haiti) ist eine französisch-amerikanische Dichterin und Dramatikerin palästinensischer Herkunft, die in Haiti geboren wurde. Sie wuchs in Frankreich, den Vereinigten Staaten, der Schweiz und Palästina auf. 

## Leben
Handal ist die Tochter einer palästinensischen Familie aus Bethlehem.
Sie hat in Frankreich, Italien, den Vereinigten Staaten, Lateinamerika, der Karibik, Asien und der arabischen Welt gelebt.
Nach ihrem Master of Fine Arts am Bennington College in Vermont und ihrem Master of Philosophy an der University of London begann Handal in den 1990er Jahren mit dem Schreiben und Übersetzen internationaler Literatur.
Sie lebt in New York City, Rom und Paris und lehrt an der New York University.

## Wirken
Handal ist Autorin von Gedichtbänden, Theaterstücken und Essays, hat zwei Anthologien herausgegeben und war als Autorin, Regisseurin oder Produzentin an mehreren Theater- und Filmproduktionen beteiligt. Ihre Werke wurden in über fünfzehn Sprachen übersetzt. Sie wurde unter anderem mit Preisen der National Endowment for the Arts und der PEN Foundation ausgezeichnet, war Finalistin für den Gift of Freedom Award, Gewinnerin des Alejo Zuloaga Order in Literature und wurde bei den Vereinten Nationen für herausragende Beiträge zur Literatur geehrt. Ihre Werke erschienen in Anthologien und Zeitschriften wie Vanity Fair, The New York Times, The Guardian, The Irish Times, World Literature Today und anderen.
Ihr Buch „The Lives of Rain“ wurde für den Agnes Lynch Starrett Poetry Prize nominiert und mit dem Menada Literary Award ausgezeichnet. „Love and Strange Horses“ gewann 2011 den Gold Medal Independent Publisher Book Award und erhielt eine lobende Erwähnung beim San Francisco Book Festival und beim New England Book Festival. Die Kurzgeschichtensammlung „The Republics“ wurde als „eines der kreativsten Bücher einer der vielfältigsten Autorinnen der Gegenwart“ bezeichnet und ist Gewinnerin des Virginia Faulkner Award for Excellence in Writing und des Arab American Book Award.
Handal hat die Anthologie „The Poetry of Arab Women“ herausgegeben, die arabische Dichterinnen einem breiteren Publikum im Westen vorgestellt hat. Das Buch war ein Bestseller der Academy of American Poets, wurde vom Guardian zu einem der zehn besten feministischen Bücher gekürt. Zusammen mit Tina Chang und Ravi Shankar Etteh hat sie die Anthologie „Language for a New Century: Contemporary Poetry from the Middle East, Asia & Beyond“ herausgegeben.
Sie hielt Vorlesungen oder war Gastdozentin an der Sorbonne in Paris, der Universität Venedig, der John Cabot Universität in Rom, der American University in Beirut und ist Gastprofessorin an der Universität Leipzig und Professorin an der Columbia University.

## Wichtigste Werke

### Gedichtbände
- The Neverfield Poem (1999)
- The Lives of Rain (2005)
- Love and Strange Horses (University of Pittsburgh Press, 2010)
- Poet in Andalucía (University of Pittsburgh Press, 2012)
- The Invisible Star (Valparaiso Ediciones, 2014)
- The Republics (University of Pittsburgh Press, 2015)

### Anthologien
- The Poetry of Arab Women : a Contemporary Anthology (2001, ed. by Handal)
- Language for a New Century: Contemporary Poetry from the Middle East, Asia & Beyond (W.W. Norton, 2008, éd. par Handal, Tina Chang et Ravi Shankar)

### Theaterstücke
- La Cosa Dei Sogni (2006)
- The Stonecutters (2007)
- Between Our Lips (2010)

### Essays
- Mahmoud Darwish: Palestine's Poet of Exile (2002)[13]